# Strmecki
Strmecki je priimek več znanih Slovencev:
- Gregor St(e)rmecki (*1980) skladatelj, glasbeni urednik
- Maks Strmecki (1908—1943), politični delavec in partizan
- Viljem Strmecki (1914—1990), arhitekt, urbanist